# 핸퍼드 사이트

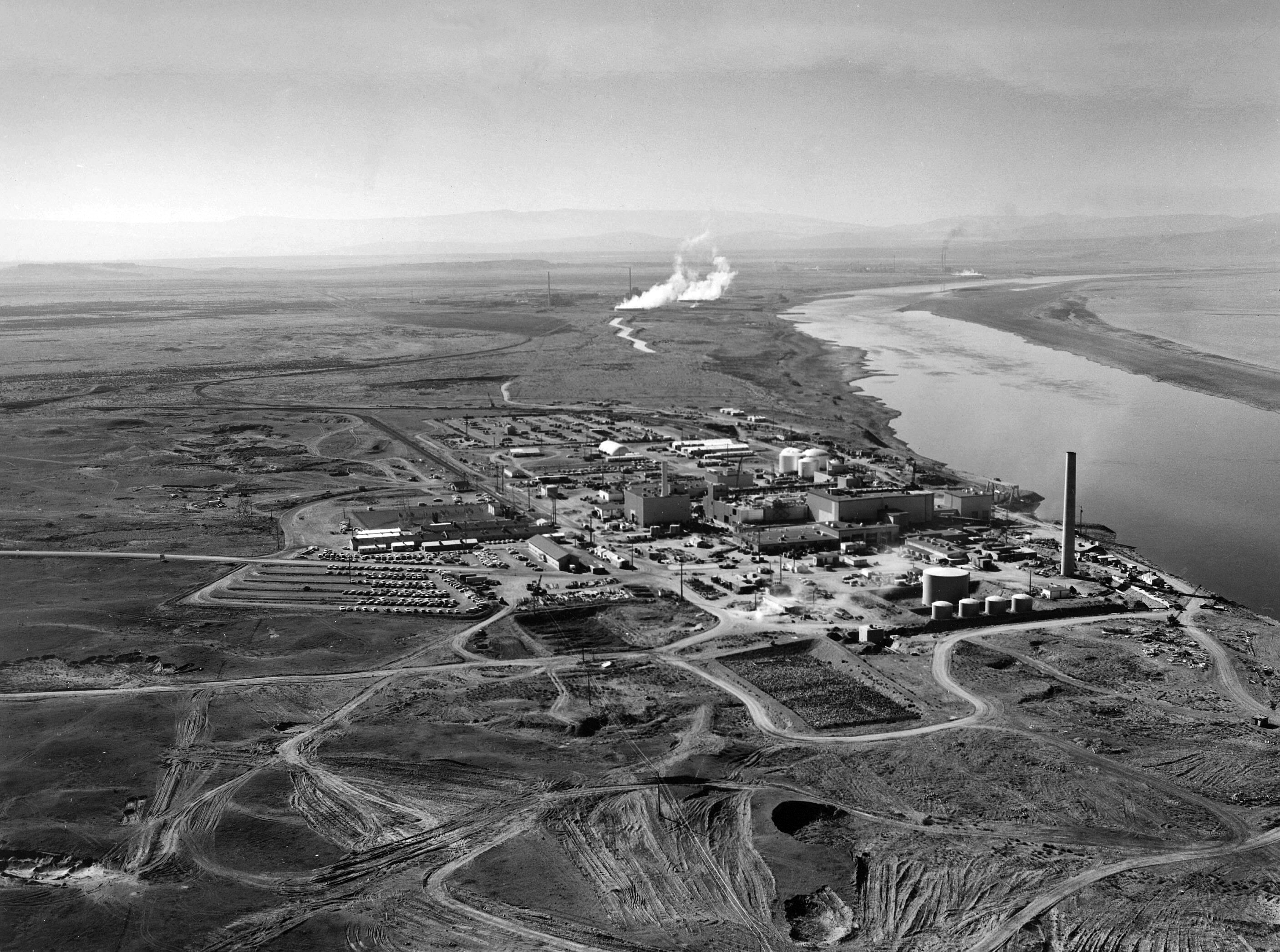
핸포드 사이트의 핵 처리 시설 (1960년 1월)

핸퍼드 사이트(영어: Hanford Site)는 미국 워싱턴주 벤턴군의 해체된 핵 시설이다. 맨해튼 계획에서 플루토늄의 정제가 이루어진 곳이다. 이후 냉전 기간에도 정제 작업은 계속되었다. 현재는 운영되지 않지만, 제염 작업이 계속되고 있다.
2015년 11월 10일, 오크리지 국립연구소, 로스앨러모스 국립 연구소와 함께 맨해튼 계획 국립 역사공원의 일부로 지정되었다.